# Eternal Melody
Eternal Melody è il primo album solista di Yoshiki, noto come batterista, pianista e principale compositore del gruppo musicale giapponese X Japan, pubblicato nel 1993 dalla EMI. Il disco è prodotto dal noto produttore britannico George Martin. Si compone di brani degli X Japan riproposti in chiave classica, ad eccezione dell'inedito Amethyst e dell'ouverture introduttiva. Tutto l'album è stato registrato con l'Orchestra Filarmonica di Londra.

## Tracce
- CD 1

1. Overture - 9:13
2. Vanishing Love - 4:54 Arranged by Graham Preskett
3. Amethyst - 6:18 Arranged by Graham Preskett; Violin Solo: Joakim Svenheden
4. Kurenai - 6:45 Arranged by Graham Preskett
5. Endless Rain - 6:16 Arranged by George Martin
6. Unfinished - 4:49 Arranged by Gavin Greenaway

- CD 2

1. Say Anything - 10:07 Arranged by Gavin Greenaway
2. Silent Jealousy - 4:59 Arranged by Graham Preskett
3. A Piano String in Es Dur - 3:36 Arranged by Gavin Greenaway
4. Week End - 5:55 Arranged by Graham Preskett
5. Rose of Pain - 7:34 Arranged by Gavin Greenaway
6. Tears - 5:03 Arranged by George Martin